# La Mort de Balzac
La Mort de Balzac (La Muerte de Balzac) es un conjunto de tres subcapítulos originalmente destinados a ser incluidos en La 628-E8, del escritor francés Octave Mirbeau y extraídos al último momento, en noviembre de 1907, después de una intervención de la hija octogenaria de Madame Hanska, la condesa Mniszech.  La Mort de Balzac fue publicado por Pierre Michel y Jean-François Nivet en 1989.

## Una vida prodigiosa
Este pequeño volumen contiene tres capítulos: "Con Balzac", "La esposa de Balzac" y "La Muerte de Balzac", lo que provocó un gran escándalo.

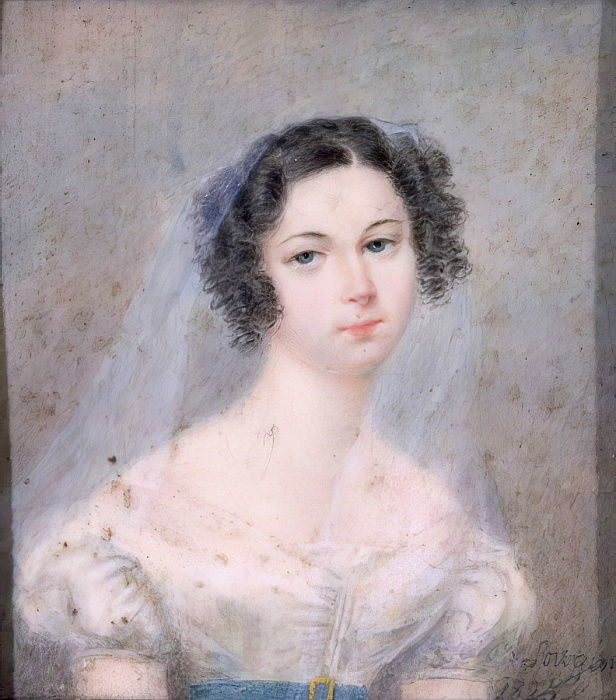
Évelyne Hánska, por Holz Sowgen, 1825

En el primer capítulo, el novelista Mirbeau expresó su gran admiración por Balzac, no solo por ser el creador de la épica Comédie humaine, sino también por la vida prodigiosa de este «hombre extraordinario», verdadero «milagro de la humanidad». Claro que se pueden criticar sus debilidades, ingenuidades y contradicciones, pero su vida era tan «enorme, tumultuosa, hirviente», que no se puede someter a las «reglas de la antropometría vulgar»: «Hay que aceptarle, amarle, honrarle como era. Todo él fue genial, sus virtudes y sus vicios.»

## Incomprensión y doble traición
En el segundo capítulo, Mirbeau cuenta la historia de las relaciones entre Balzac y Ewelina Hańska, L'Étrangère, e insiste en el malentendido redhibitorio  que las minaba por adelantado. Pesimista a propósito  de lo que se llama “amor”, es decir, para él, una ilusión grosera, dolorosa y destructiva, Mirbeau habla de la «doble equivocación» de sus «exaltaciones amorosas», lo que les conduciría inevitablemente a una «doble caída».

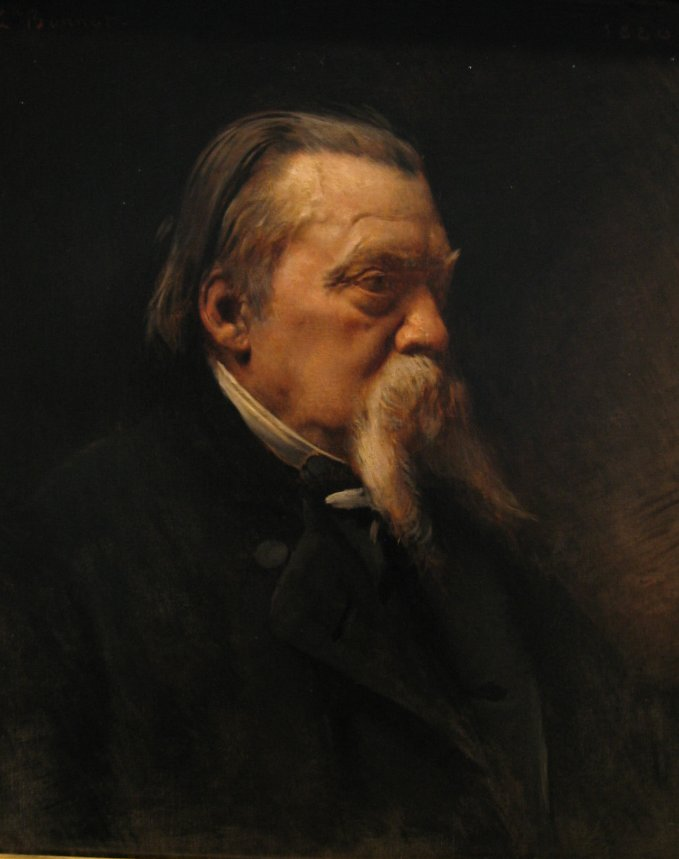
El pintor Jean Gigoux, por Léon Bonnat (1880)

En el tercer capítulo, el autor se propone contar una historia escandalosa que le habría contado oralmente el pintor Jean Gigoux, en el taller de Rodin:  se trata de la historia de la agonía de Balzac, abandonado y moribundo en su habitación, condenado a descomponerse rápidamente, mientras que su esposa estaba con su amante Jean Gigoux en una habitación contigua. Por supuesto, los especialistas de Balzac se indignaron y hablaron de calumnia. Pero no le importaba, a Mirbeau, revelar una “verdad” histórica, inaccesible a los hombres: lo importante, para él, es subrayar una vez más la incomunicabilidad que existe entre ambos sexos, separados para siempre por un «abismo insalvable».

## Traducción
La traducción castellana de La 628-E8, por el grupo "Literatura-Imagen-Traducción" de la Universidad de Cádiz (2007), comprende el capítulo escandaloso de La Mort de Balzac. La Muerte de Balzac ha sido incluido recientemente en Carta a un abogado, otro cuento de Mirbeau (Valencia, El Nadir, 2013).